# Ammoniomagnesiovoltaite
L'ammoniomagnesiovoltaite (simbolo IMA: Amvlt) è un raro minerale del gruppo della voltaite; appartiene alla famiglia dei "solfati, cromati, molibdati e tungstati" e possiede formula (NH4)2Mg5Fe3+3Al(SO4)12 • 18H2O.

## Etimologia e storia
Il nome-radice voltaite, in allusione al fatto che il minerale è in relazione con la voltaite, è in onore di Alessandro Volta (1745 – 1827), inventore della pila, mentre il prefisso ammoniomagnesio indica la presenza di ammonio (NH4) e magnesio, in sostituzione (rispetto alla voltaite) del potassio e del ferro ferroso (Fe2+).

## Classificazione
La classica 9ª edizione della sistematica minerale di Strunz, che è stata aggiornata l'ultima volta dall'Associazione Mineralogica Internazionale (IMA) nel 2009, non elenca l'ammoniomagnesiovoltaite, approvata dall'IMA proprio quell'anno.
Il minerale è presente nell'edizione successiva, proseguita dal database "mindat.org" e chiamata Classificazione Strunz-mindat. Qui l'ammoniomagnesiovoltaite è elencata nella classe "7. Solfati (selenati, tellurati, cromati, molibdati, tungstati)" e da lì nella sottoclasse "7.C Solfati (selenati, etc.) senza anioni aggiuntivi, con H2O"; questa è ulteriormente suddivisa in base alla dimensione dei cationi coinvolti, in modo che il minerale possa essere trovato nella suddivisione "7.CC Con cationi di media e grande dimensione" in base alla sua composizione, dove forma il sistema nº 7.CC.25 con voltaite, magnesiovoltaite, pertlikite e zincovoltaite.
Nella Sistematica dei lapis (Lapis-Systematik) di Stefan Weiß l'ammoniomagnesiovoltaite si trova classe dei "fosfati, arseniati e vanadati" e lì alla sottoclasse dei "solfati acquosi senza anioni estranei" dove il minerale, insieme ad alum-(K), alum-(Na), zincovoltaite, lanmuchangite, lonecreekite, pertlikite e voltaite, forma il "gruppo dell'allume" con il sistema nº VI/C.14.
La classificazione dei minerali secondo Dana, che viene utilizzata principalmente nel mondo anglosassone, classifica l'ammoniomagnesiovoltaite nella classe dei "solfati, cromati e molibdati" e lì nella sottoclasse degli "acidi idrati e solfati". Qui forma il sistema nº 29.09.01 con pertlikite, voltaite e zincovoltaite, che si trovano all'interno della suddivisione degli "acidi e solfati acquosi con varie formule".

## Abito cristallino
L'ammoniomagnesiovoltaite cristallizza nel sistema cubico nel gruppo spaziale Fd3c (gruppo nº 228) con la costante di reticolo a = 27,260(2) Å, oltre ad avere 16 unità di formula per cella unitaria.

## Origine e giacitura
L'ammoniomagnesiovoltaite si manifesta in efflorescenze formate da reazioni chimiche quando l'acqua di falda interagisce con la materia organica del carbone e con la pirite e la marcasite ossidanti in una discarica di carbone in fiamme; la paragenesi è con esaidrite, kieserite, pickeringite, sabieite e tschermigite.
Il minerale è molto raro ed è stato trovato solo nella sua località tipo, Pécs-Vasas (46.15833°N 18.32028°E) nella Contea di Baranya (Ungheria); nella miniera "Anna" presso Aquisgrana (nel distretto governativo di Colonia, Germania); nel deposito "Čiprovci" presso l'omonima città (nel distretto di Montana, Bulgaria); presso il fiume Huron nella contea di Huron (Ohio, Stati Uniti).

## Forma in cui si presenta in natura
L'ammoniomagnesiovoltaite è stata trovata in croste di cristalli equanti interconnessi con dimensioni fino a 0,05 mm. Il minerale è traslucido con lucentezza vitrea; il colore va dal giallo chiaro al marrone giallastro, mentre il colore del suo striscio è bianco.